# Futbol als Països Baixos

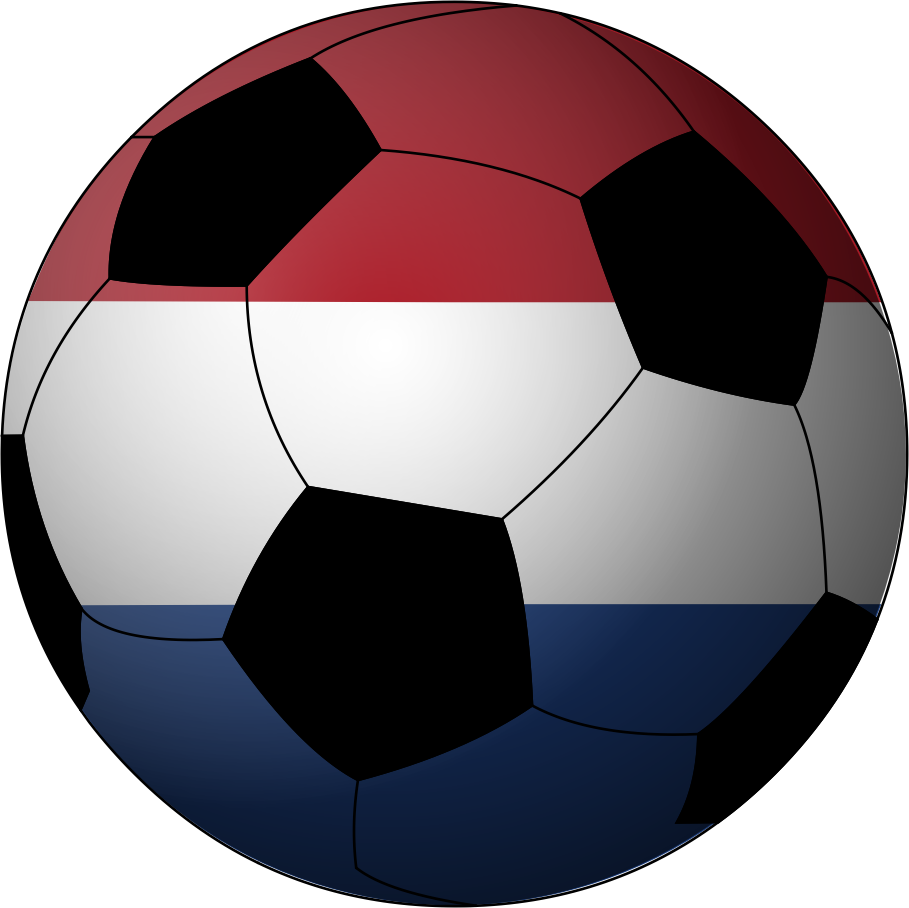

El futbol és l'esport més popular als Països Baixos. És dirigit per la Reial Associació de Futbol dels Països Baixos.

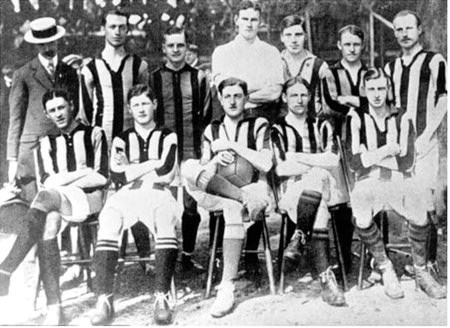
Vitesse el 1913.

## Història

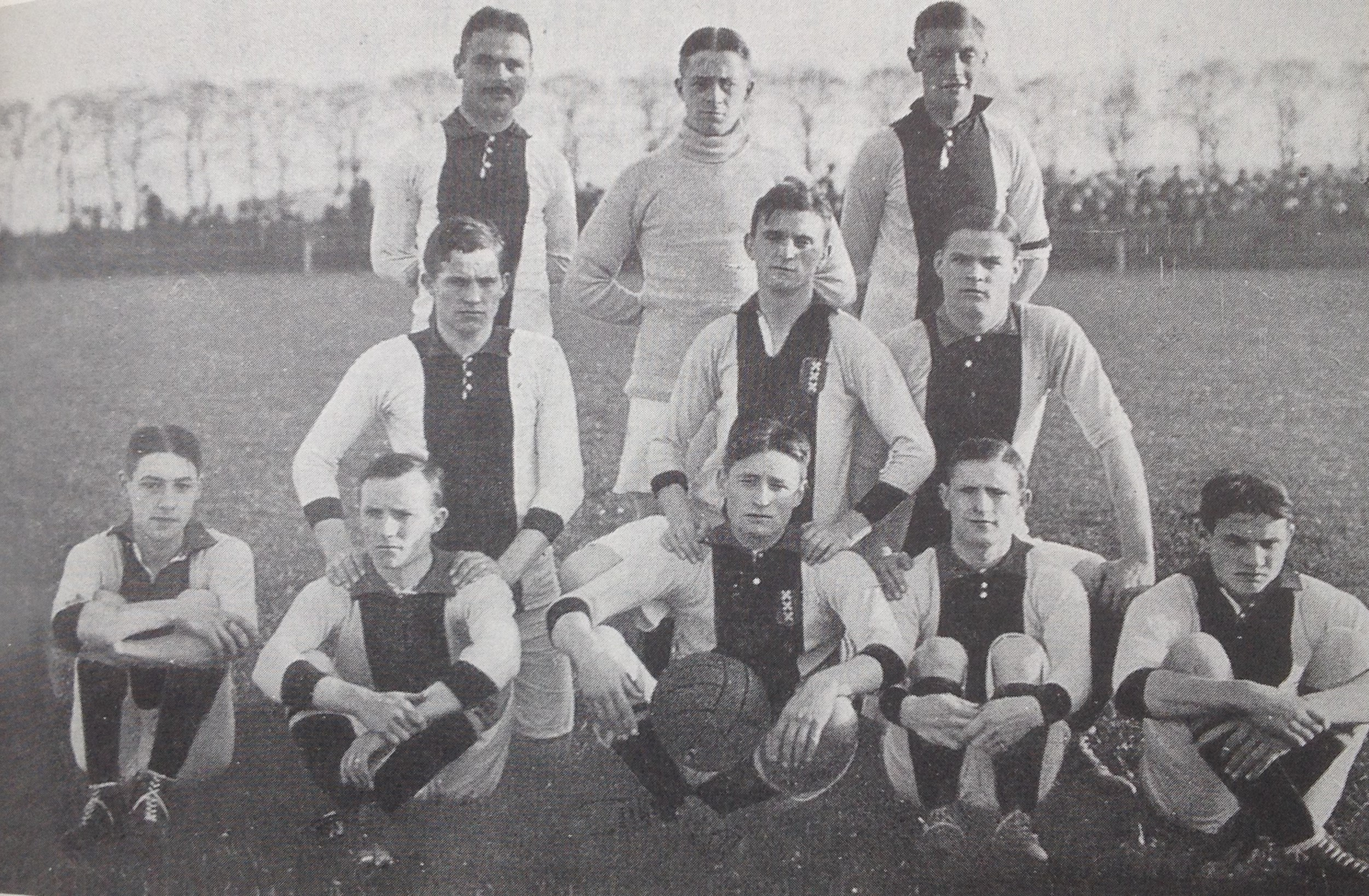
Ajax el 1914-15.

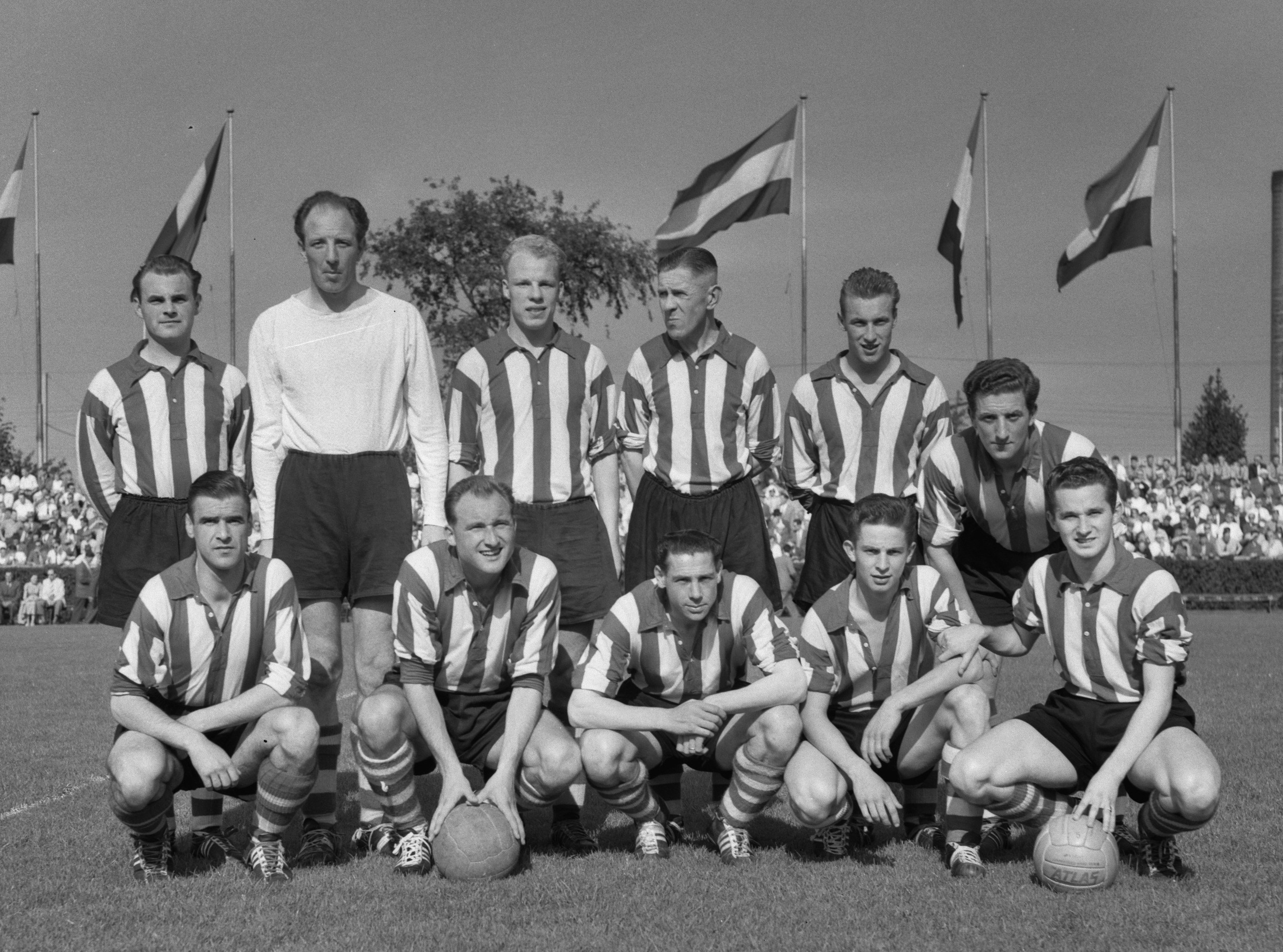
PSV el 1955.

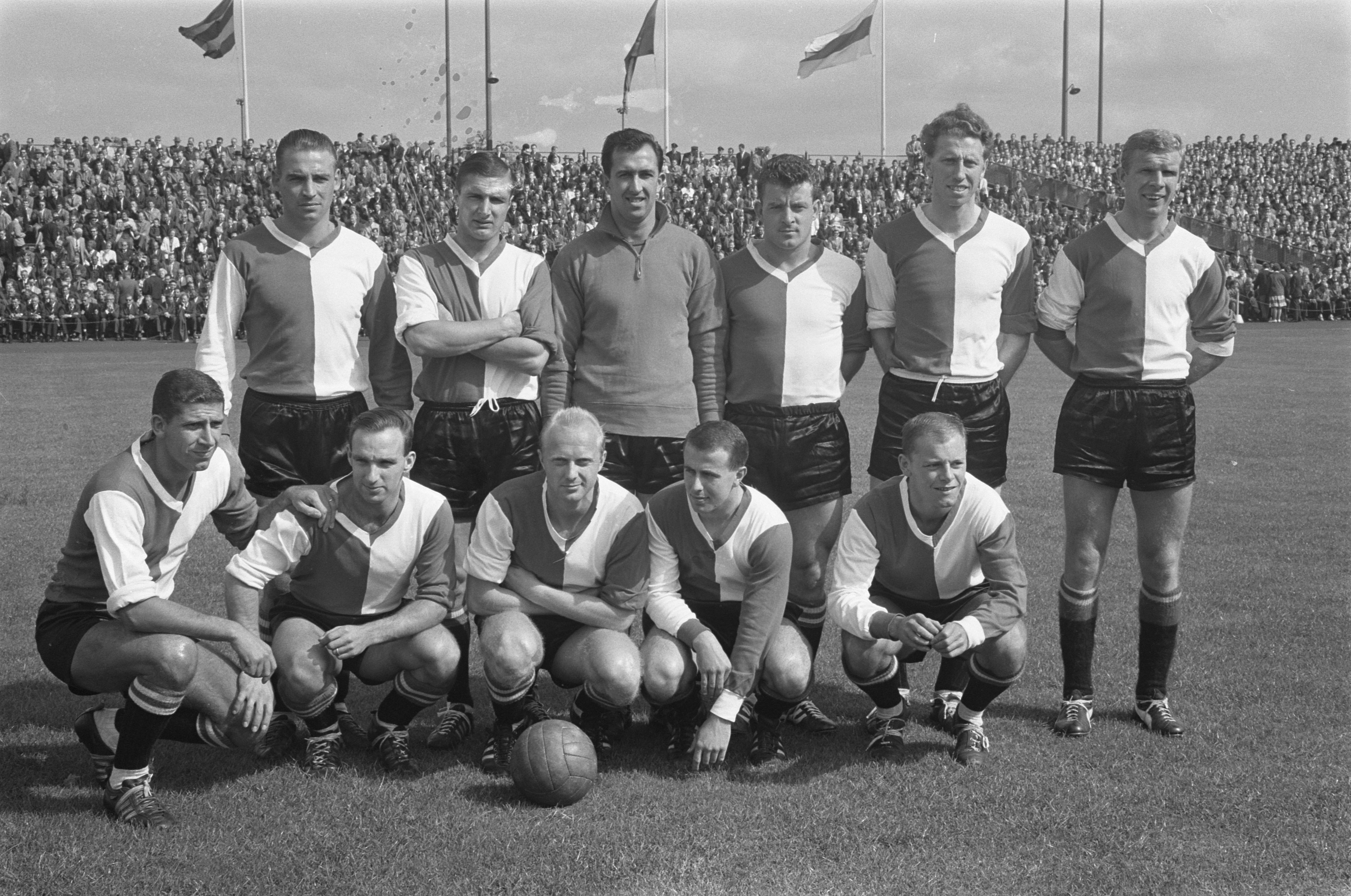
Feyenoord el 1962.

Als voltants de 1865 ciutadans britànics introduïen el futbol als Països Baixos. El primer equip neerlandès en jugar a futbol fou el Haarlem F.C. (fundat per Pim Mulier el 1879, actualment anomenat Koninklijke H.F.C.). L'equip més antic que encara continua a la lliga professional és l'Sparta Rotterdam (1898).
El 1889 es funda la federació neerlandesa (KNVB), primera federació no britànica. La primera lliga es jugà la temporada 1897-98 i la guanyà el R.A.P. Amsterdam, que s'uní més tard al Volharding per formar el V.R.A. el 1913, club que actualment només existeix com a club de criquet. El segon equip en guanyar la lliga neerlandesa fou el H.V.V. La Haia (1883) que més tard rebé el títol de Koninklijke (reial). Altres equips que destacaren als primers anys del futbol al país U.D. Deventer (1875), Hercules Utrecht (1882), Robur et Velocitas Apeldoorn (1882), Frisia Leeuwarden (1883), Hermes-DVS Schiedam (1884), Concordia Delft (1885), Olympia Gouda (1886), Be Quick Groningen (1887), Quick Nimega (1888), Quick Amersfoort (1890), LSC Sneek (1890), ASC Leiden (1892), HBS La Haia (1893), Victoria Hilversum (1893), ZAC Zwolle (1893), Achilles'94 Assen (1894), VOC Rotterdam (1895), AFC Amsterdam (1895), Goes (1895), Quick La Haia (1896), WVV Winschoten (1896), EDO Haarlem (1897), Velocitas Groningen (1897), De Tubanters Enschede (1897), Hollandia Hoorn (1898), Unitas Gorinchem (1898), Alcmaria Victrix Alkmaar (1898), Helmond (1899), HSC Hoogezand (1899), Velocitas Breda, Ajax Leiden (1911) i Woorwaarts La Haia.
El professionalisme fou introduït el 1954, amb la creació de la Nederlandse Beroeps Voetbal Bond, NBVB.

## Competicions
- Lliga neerlandesa de futbol
- Copa neerlandesa de futbol
- Supercopa neerlandesa de futbol
- Eerste Divisie

## Principals clubs
- AFC Ajax (Amsterdam)
- Feyenoord Rotterdam (Rotterdam)
- PSV Eindhoven (Eindhoven)
- ADO Den Haag (La Haia)
- AZ Alkmaar (Alkmaar)
- SV Roda JC (Kerkrade)
- FC Groningen (Groningen)
- NAC Breda (Breda)
- NEC Nimega (Nimega)
- RKC Waalwijk (Waalwijk)
- SC Heerenveen (Heerenveen)
- Sparta Rotterdam (Rotterdam)
- SBV Excelsior (Rotterdam)
- Heracles Almelo (Almelo)
- FC Twente (Enschede)
- FC Utrecht (Utrecht)
- SBV Vitesse (Arnhem)
- Willem II (Tilburg)
- FC Zwolle (Zwolle)
- FC Den Bosch ('s-Hertogenbosch)
- SC Cambuur Leeuwarden (Ljouwert)
- Fortuna Sittard Combinatie (Sittard)
- Go Ahead Eagles (Deventer)
- FC Dordrecht (Dordrecht)
- MVV Maastricht (Maastricht)
- VVV Venlo (Venlo)
- VBV De Graafschap (Doetinchem)
- HFC Haarlem (Haarlem)

## Jugadors destacats
Des de 1900
- Mannes Francken
- Eduard Snethlage
- Jan Thomée

Des de 1910
- Dé Kessler
- Jan Vos

Des de 1920
- Gejus van de Meulen
- Harry Dénis
- Wim Tap
- Wout Buitenweg

Des de 1930
- Gerardus 'Puck' van Heel
- Willem 'Wim' Anderiesen
- Eberhard 'Bep' Bakhuijs
- Johannes 'Kick' Smit
- Wim Lagendaal
- Leendert 'Leen' Vente
- Bertus de Harder

Des de 1945
- Frans De Munck
- Kees Kuijs
- Roel Wiersma
- Cor Van der Hart
- Jan Klaassens
- Kees Rijvers
- Servaas 'Faas' Wilkes
- Piet Van der Kuijl
- Abe Lenstra

Des de 1960
- Gert Bals
- Eddy Pieters Graafland
- Jan van Beveren
- Sjaak Swart
- Piet Keizer
- Coenraad 'Coen' Moulinj

Des de 1970
- Jan Jongbloed
- Pieter 'Piet' Schrijvers
- Wilhelmus 'Wim' Suurvier
- Rudolf 'Ruud' Krol
- Wilhelmus 'Wim' Jansen
- Arend 'Arie' Haan
- Johannes Neeskens
- Willem 'Wim' van Hanegem
- Willy van de Kerkhof
- Robbie Rensenbrink
- Hendrik Johan Cruyff
- Reinier 'René' van de Kerkhof
- John Nicholaas Rep

Des de 1980
- Johannes van Breukelen
- Ronald Koeman
- Franklin Rijkaard
- Ruud Gullit

Des de 1990
- Edwin van der Sar
- Frank de Boer
- Wilhelm 'Wim' Jonk
- Ronald de Boer
- Aron Mohamed Winter
- Marc Overmars
- Marco van Basten
- Patrick Kluivert
- Dennis Bergkamp

Des de 2000
- Philip Cocu
- Ruud van Nistelrooij
- Clarence Seedorf
- Edgar Davids
- Arjen Robben
- Wesley Sneijder

Des de 2010
- Daley Blind
- Nigel de Jong
- Robin van Persie

## Principals estadis
- Amsterdam ArenA (Amsterdam)

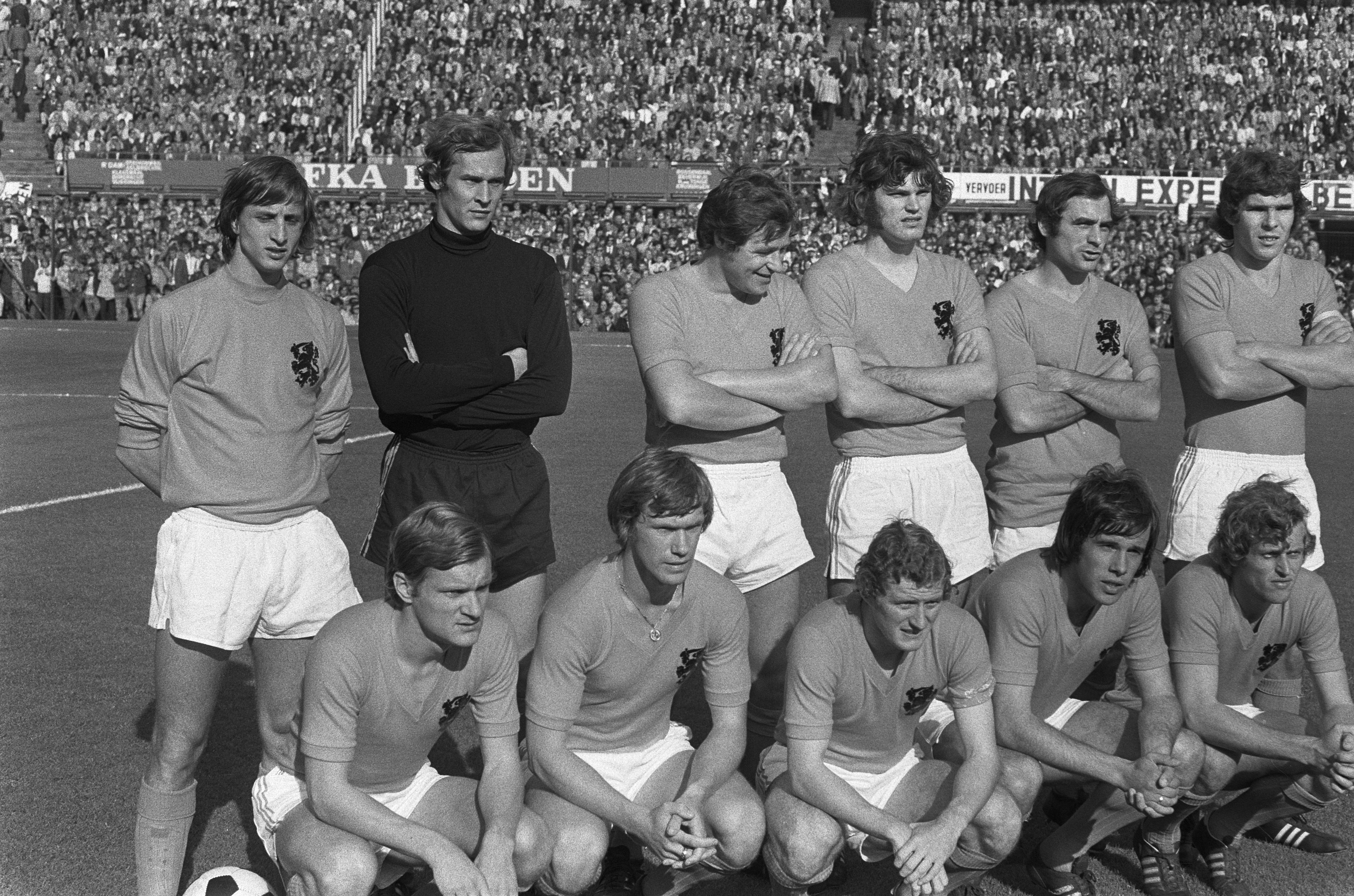
Holanda el 1971.

- Stadion Feijenoord (De Kuip) (Rotterdam)
- Philipsstadion (Eindhoven)
- Gelredome (Arnhem)
- Abe Lenstra (Heerenveen)
- Galgenwaard Stadion (Utrecht)
- Parkstad Limburg (Kerkrade)
- Euroborg (Groningen)
- MyCom-Stadion (Breda)
- DSB-Stadion (Alkmaar)